# Морозов, Лаврентий Ильич
Лаврентий Ильич Морозов (1905—1997) — участник Великой Отечественной войны, командир роты 456-го стрелкового полка (167-я стрелковая дивизия, 38-я армия, Воронежский фронт), лейтенант, Герой Советского Союза.

## Биография
Родился 10 августа 1905 года в селе Верх-Чуманка Российской империи, ныне Баевского района Алтайского края, в семье крестьянина. Русский.
Окончил 7 классов. После школы батрачил у зажиточных односельчан. Затем работал переписчиком, секретарём сельсовета. По путёвке Каменского райкома партии строил шахты в Кузбассе, работал на строительстве завода в городе Щегловск (ныне Кемерово).
В июле 1938 года семья переехала на жительство в село Турачак (Турочакского района Горно-Алтайской автономной области) и Лаврентий начал работать бухгалтером в районном отделе уполномоченных по заготовкам.
В Красной Армии в 1924—1927 годах и с 1941 года. На фронте Великой Отечественной войны — с января 1942 года. В 1944 году окончил КУОС. Член КПСС с 1945 года.
Командир роты стрелкового полка лейтенант Морозов в сентябре 1943 года с небольшой группой преодолел реку Днепр в районе села Вышгород (ныне город Киевской области Украины). Воины подавили огневые точки врага и закрепились на высоте, причём Лаврентий Морозов лично захватил пулемёт противника.
К январю 1945 года дивизия, в состав которой входил батальон под командованием капитана Морозова, вела военные действия на территории Польши. В бою за высоту Бохна Лаврентий Ильич смелым манёвром вывел своё подразделение на исходные позиции и лично повёл бойцов в атаку, в ходе которой было уничтожено свыше 70 солдат и офицеров противника, захвачено 2 автомашины, 8 пулемётов и много другого военно-технического имущества. 22 января батальон разгромил вражеский гарнизон города Величка.
В дальнейшем Л. И. Морозов со своим батальоном участвовал в освобождении городов и сёл Чехословакии. Так, в бою под городом Бенев 7 мая 1945 года его подразделение разгромило немецкие гарнизоны в двух населённых пунктах, уничтожив при этом 35 гитлеровцев, 6 огневых точек и 12 солдат взяв в плен.
С октября 1945 года капитан Морозов — в запасе. Вернулся на Алтай, а затем уехал в Казахстан и поселился в посёлке Дружба Кескеленского района Алма-Атинской области. Позже жил в городе Таганроге Ростовской области. Работал на Таганрогском комбайновом заводе и в различных государственных учреждениях.
Умер в декабре 1997 года, похоронен в Таганроге.

## Награды
- Указом Президиума Верховного Совета СССР от 10 января 1944 года лейтенанту Лаврентию Ильичу Морозову присвоено звание Героя Советского Союза с вручением ордена Ленина и медали «Золотая Звезда».
- Награждён орденом Александра Невского, двумя орденами Отечественной войны 1 степени, а также медалями.

## Память
- В селе Баево Баевского района Алтайского края установлен бюст Героя.
- Имя Морозова увековечено на Мемориале Славы в Барнауле.
- Его имя включено в Энциклопедию Алтайского края и в книгу Героев Советского Союза Республики Алтай[2].